# Cootamundra-Gundagai Region
Koordinaten: 34° 48′ S, 148° 7′ O

Die Cootamundra-Gundagai Region ist ein lokales Verwaltungsgebiet (LGA) im australischen Bundesstaat New South Wales. Das Gebiet ist 3.981 km² groß und hat etwa 11.500 Einwohner.
Cootamundra-Gundagai liegt am Murrumbidgee River etwa 150 km nordwestlich von Canberra, der Hauptstadt von Australien. Das Gebiet umfasst 17 Ortsteile und Ortschaften: Adjungbilly, Burra Creek, Coolac, Cootamundra, Darbalara, Gobarralong, Gundagai, South Gundagai, Muttama, Nangus, Reno, Tumblong, Wallendbeen und Teile von Milvale, Mount Adrah, Mundarlo und Stockinbingal. Der Sitz des Regional Councils befindet sich in Cootamundra in der Nordhälfte der LGA, wo etwa 5.700 Einwohner leben.
Die Cootamundra-Gundagai Region entstand am 12. Mai 2016 durch den Zusammenschluss von Cootamundra Shire und Gundagai Shire.

## Verwaltung
Der Cootamundra-Gundagai Regional Council hat neun Mitglieder, die von den Bewohnern der LGA gewählt werden. Cootamundra-Gundagai ist nicht in Bezirke untergliedert. Aus dem Kreis der Councillor rekrutiert sich auch der Mayor (Bürgermeister) des Councils.